# Jamba (Apfel)
Der Kulturapfel Jamba ist eine früh reifenede Apfelsorte. Reifezeit Mitte August bis September. Haltbar bis Oktober.

## Beschreibung
Form der Frucht ist hochrund, leicht kantig. Die Schale ist glatt, etwas zäh, später wachsig. Grundfarbe grün bis gelbgrün, auf der Sonnenseite leuchtend rot verwaschen und gestreift. Die  Lentizellen sind vorhanden, aber kaum sichtbar. Mitunter etwas bläulich bereift. Das Fleisch ist mittelfest, grün-weißlich, saftig und schmeckt säuerlich und aromatisch.
Baum mittelgroß, wächst in der Anfangszeit stark, mit Einsetzen des Vollertrages schwächer. Milde sonnige Lagen werden von ihm bevorzugt.
Jamba wurde 1954 von der Obstbauversuchsanstalt Jork im Alten Land herausgebracht.

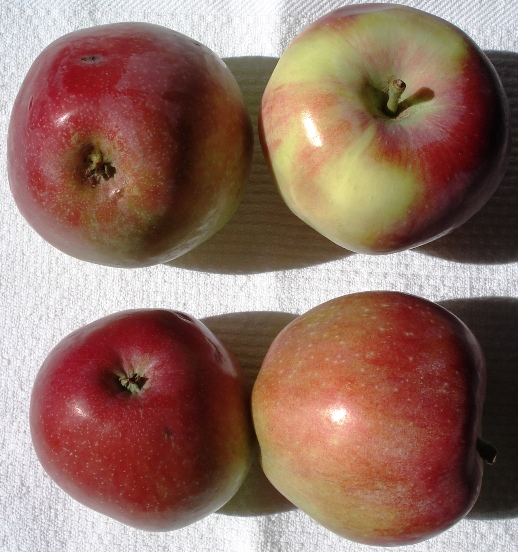
Jamba
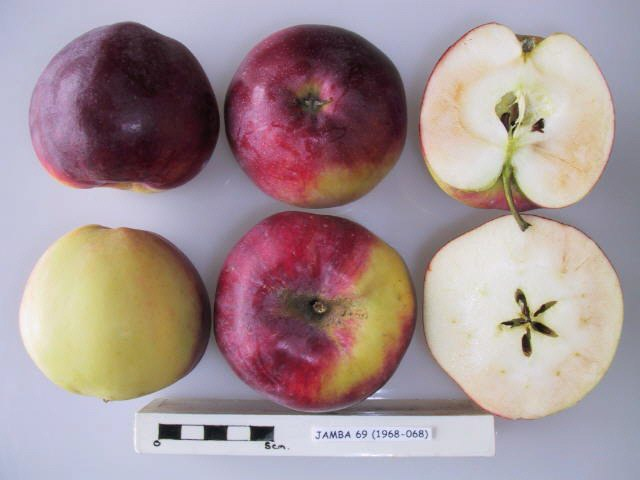
Jamba